# Toni Orensanz
Toni Orensanz (Falset, 1970) és un escriptor, dramaturg i periodista independent català. Ha col·laborat a nombrosos mitjans: La Vanguardia, La Veu de l'Ebre, Cadena SER, TV3, Avui, El Mundo, Nou Diari, Descobrir Catalunya i altres. Ha estat guionista d'El Terrat i actualment col·labora amb diverses productores audiovisuals. El programa Cops de geni que codirigia per a la Xarxa de Televisions Locals i produït per Canal Reus TV va ser guardonat amb el premi Miramar de televisió de la Diputació de Barcelona el 2008.
El 2008 va publicar L'òmnibus de la mort. Parada Falset, treball d'investigació, sense afany revisionista, sobre l'actuació de l'anomenada Brigada de la Mort de la FAI dirigida per Pasqual Fresquet, qui amb base a Casp fou responsable de l'afusellament de 247 persones a setze municipis de les comarques del Priorat (27 eren de Falset), la Terra Alta, la Ribera d'Ebre, el Baix Camp i a diversos municipis d'Aragó entre juliol i setembre de 1936.
El 2013 va publicar la seva primera novel·la, l'Estiu de l'amor, a partir de l'estada de Pablo Picasso i Fernande Olivier a Horta de Sant Joan el 1909.
El 2016 publicà El nazi de Siurana, treball d'investigació sobre el nazi belga Jan Buyse que visqué amb la seva dona a un xalet de Siurana.

## Obres
- Passió, sang i oblit (crònica d'una de les últimes execucions públiques a Catalunya: Carrutxa, 2001)
- Jo no sóc de Barcelona (Planeta, 2000)
- Priorat (Lunwerg, 2004)
- Ebro, el río y la vida (Lunwerg, 2007).
- La Guerra civil en Aragón (Diputación de Zaragoza, 2007)
- Nicomedes, el verdugo diligente (2002) teatre
- Muntanyes nevades, banderes al vent (2004) teatre
- El mort (2008), monòleg per al Centre d'Arts Escèniques de Reus (CAER)
- L'òmnibus de la mort. Parada Falset (2008)
- El falsari (2010). Narracions
- L'estiu de l'amor (Ara Llibres 2013)
- Bildelberg, club cabaret (2014) teatre
- El Sommelier (2014) teatre
- El nazi de Siurana (Ara Llibres, 2016)
- Com vas perdre el braç, Balchowsky?[5] (Columna Edicions, 2021)
- La gran explosió; amb el periodista Rafa Marrasé (Ed. Folch & Folch, 2023)